# Fúria (lepidòpter)
La fúria (Erynnis tages) és una espècie de lepidòpter papilionoïdeu de la família dels hespèrids (Hesperiidae) present als Països Catalans.

## Distribució
Present a gran part d'Europa, des de la península Ibèrica, sud de la península Itàlica i sud de Grècia fins als 62°N a Escandinàvia i Estònia. També present a l'Àsia des de Turquia fins a l'Amur. Absent de les principals illes mediterrànies, excepte Sicília i Corfú, mentre que es troba a gran part de les illes Britàniques, excepte parts d'Irlanda i d'Escòcia. També es troba a les illes bàltiques de Gotland i Öland. Ocupa gran part de la península Ibèrica, excepte l'extrem sud-oest, d'on és absent, i la part central, on és escassa. A Catalunya ocupa gran part del territori, tot i que és més escassa o absent a la Depressió Central i a la franja litoral.

## Descripció
Envergadura alar d'entre 25 i 27 mm. Sense dimorfisme sexual, a excepció de la presència, en els mascles, d'un plec costal a l'ala anterior. Anvers de l'ala anterior amb fons bru i gris de diferents tonalitats i formant diverses bandes, així com una sèrie de petites taques blanques prop del marge. Anvers de l'ala posterior bru fosc amb una sèrie marginal de punts blancs i, a vegades, una altra sèrie de punts blancs a la part interior de la primera, tot i que més esvaïts. Les fímbries de l'ala anterior estan formades per una alternança de gris i bru, mentre que a l'ala posterior són uniformes de color bru. Revers d'ambdues ales d'un color bru més pàl·lid que l'anvers, uniforme, i amb presència de dues sèries, marginal i submarginal, de punts blancs.

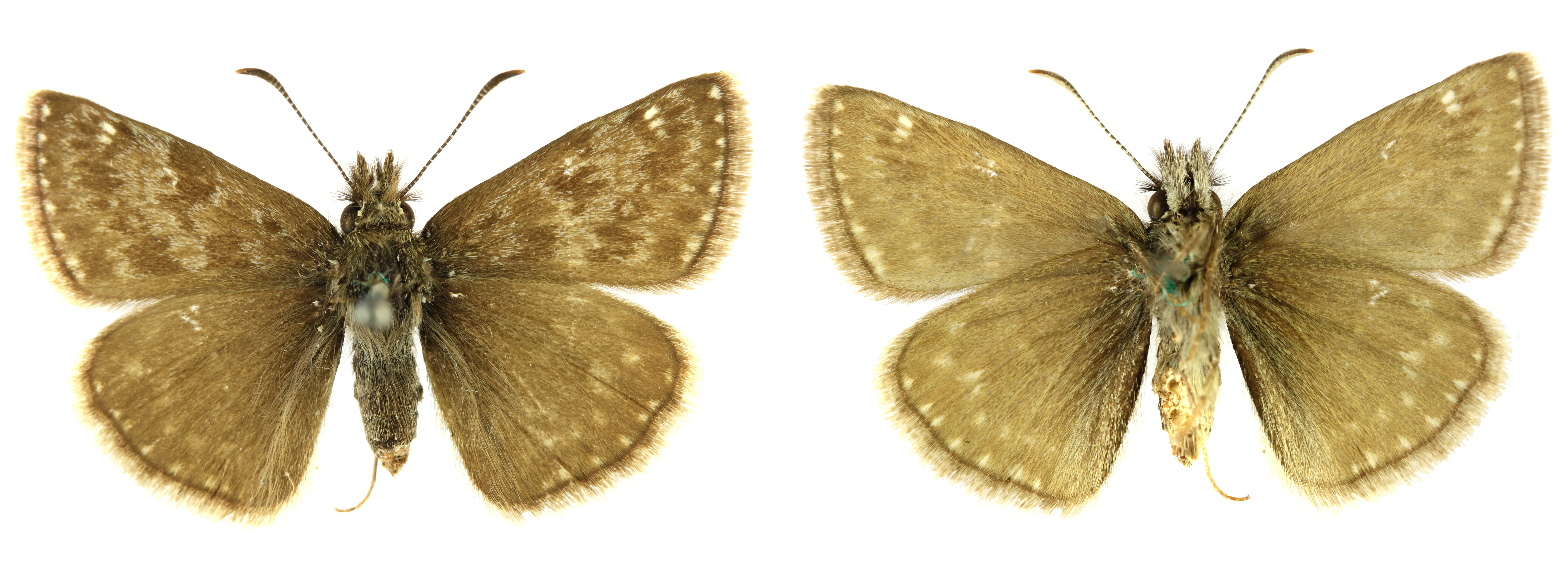
Anvers i revers d'un adult

## Hàbitat
Llocs oberts ben assolellats, com ara pastures seques, prats, aclarides de boscos, erms o conreus herbacis. Rang altitudinal des del nivell del mar fins als 2000 m. L'eruga s'alimenta de diverses fabàcies, sobretot desferracavalls (Hippocrepis comosa), però també espècies del gènere Lotus, com ara el lot corniculat (L. corniculatus) o el lot d’aiguamoll (L. pedunculatus).

## Període de vol i hibernació
Vola en diverses generacions, en funció de la localitat, l'altitud i la temporada. Al centre i nord d'Europa vola en una generació entre finals d'abril i mitjans de juny, mentre que al sud d'Europa pot volar en dues generacions, la primera entre principi d'abril i principi de juny, i la segona entre finals de juny i finals d'agost. En anys favorables, també hi pot haver una segona generació al nord d'Europa. Hiverna com a eruga.

## Comportament i particularitats biològiques
Les femelles ponen els ous de forma individual a la part superior de les fulles de la seva planta nutrícia. Les erugues es construeixen una estructura a partir de fulles i seda, dins de la qual s'alimenten, passen l'hivern i on es produeix la crisalidació.

## Galeria

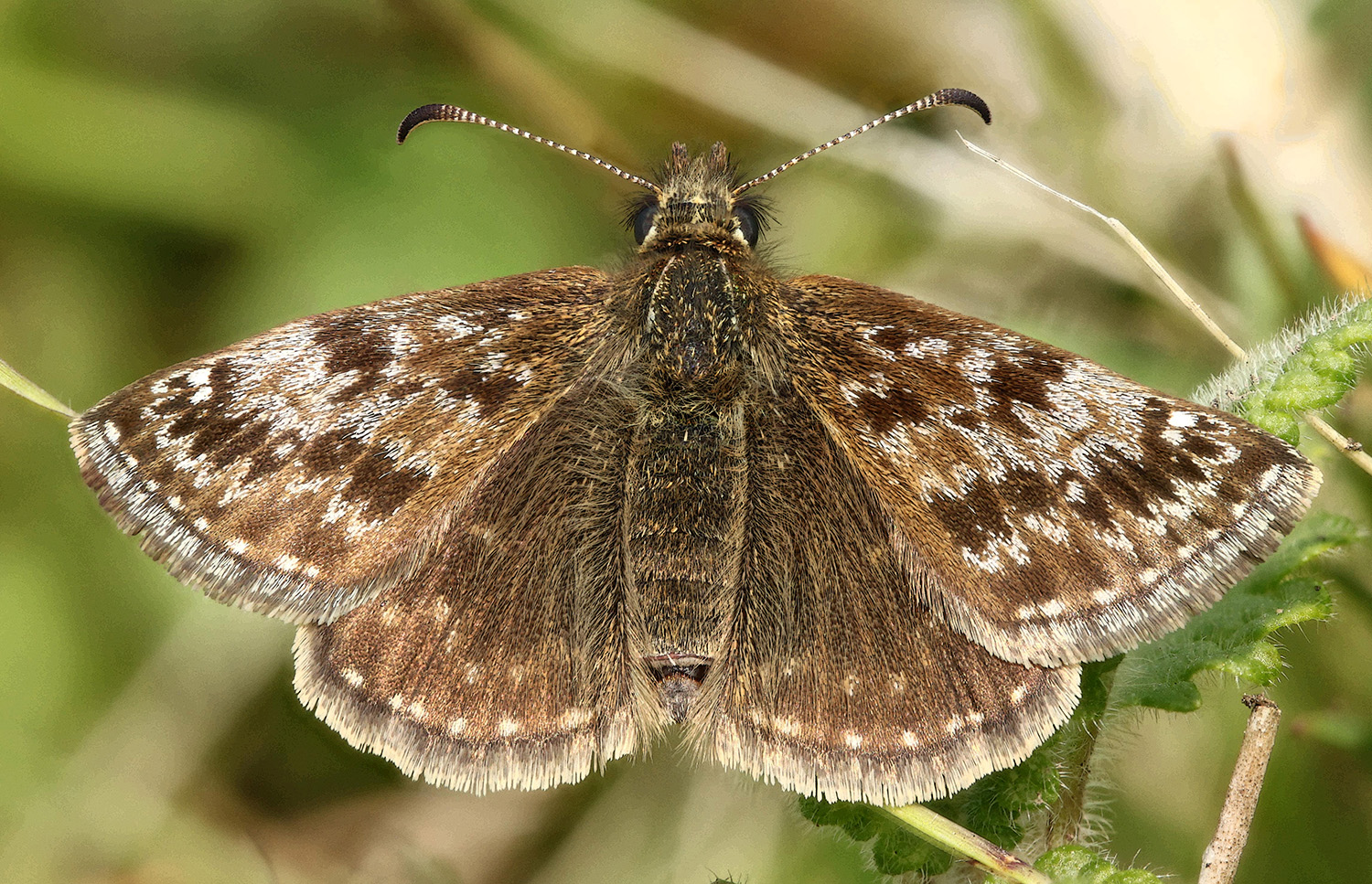
Anvers d'un adult
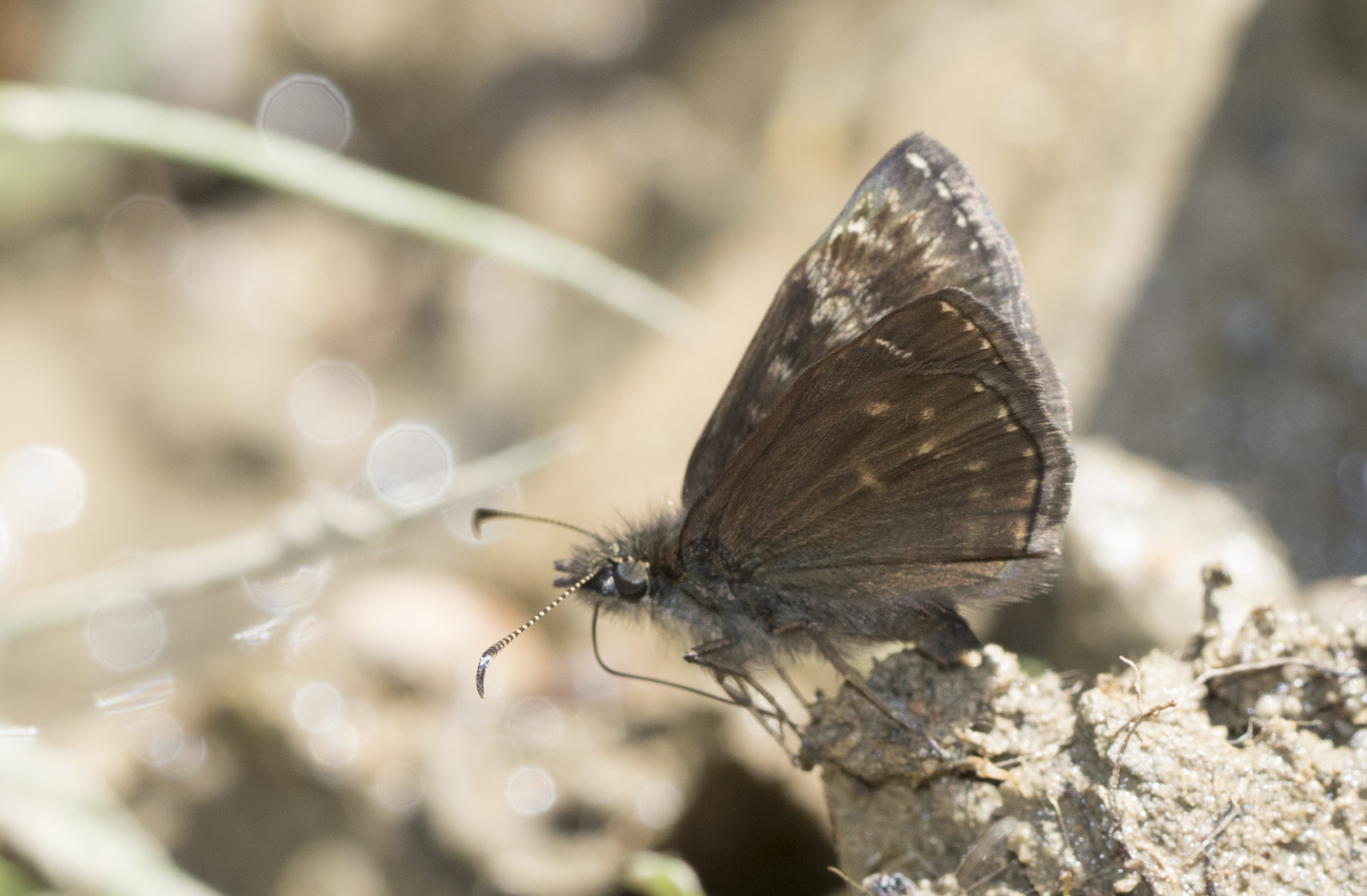
Revers d'un adult